# Min (Dziesięć Królestw)
Min (chiń. upr. 闽; chiń. trad. 閩; pinyin Mǐn) – krótkotrwałe państwo w nadbrzeżnych Chinach, jedno z Dziesięciu Królestw.
Założyciel, Wang Shenzhi w 909 został mianowany gubernatorem wojskowym z tytułem księcia Min. W 933 jego syn przyjął tytuł cesarski (a ojca pośmiertnie mianował cesarzem-założycielem). Państwo zajęło większość prowincji Fujian i miało stolicę w dzisiejszym Fuzhou. W 943 jeden z synów Wang Shenzhi oderwał północną część państwa jako samodzielne władztwo Yin. Królowie Min zwrócili się o pomoc do władców Południowego Tang, którzy wpierw podbili Yin, a potem resztę państwa Min, z wyjątkiem niewielkiego fragmentu wokół Fuzhou, którego arystokraci poddali się państwu Wuyue.

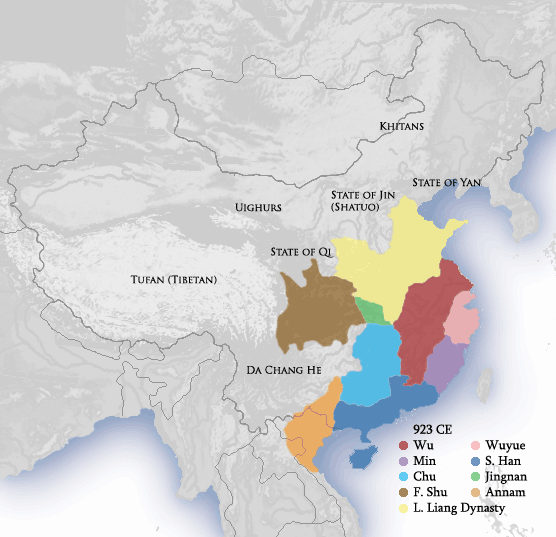
Chiny w 923 r.; państwo Min zaznaczone na fioletowo

| Imię świątynne  | Imię pośmiertne                       | Nazwisko i imię      | Lata panowania | Ery panowania                           |
| --------------- | ------------------------------------- | -------------------- | -------------- | --------------------------------------- |
| Tàizǔ (太祖)    | Zhōngyì Wáng (忠懿王)                 | Wáng Shěnzhī 王審知  | 909-925        | Brak                                    |
| Brak            | Brak                                  | Wáng Yánhàn 王延翰   | 925-926        | Brak                                    |
| Hùizōng (惠宗)  | Qísù Míngxiào Huángdì (齊肅明孝皇帝)  | Wáng Yànjūn 王延鈞   | 926-935        | Lóngqǐ (龍啟) 933-935 Yǒnghé (永和) 935 |
| Kāngzōng (康宗) | Nie używane                           | Wáng Jìpéng 王繼鵬   | 935-939        | Tōngwén (通文) 936-939                  |
| Jǐngzōng (景宗) | Nie używane                           | Wáng Yánxī 王延羲    | 939-944        | Yǒnglóng (永隆) 939-944                 |
| Brak            | Brak                                  | Zhū Wénjìn 朱文進    | 943-944        | Brak                                    |
| Brak            | Tiāndé Dì (天德帝) (cesarz Yin i Min) | Wáng Yánzhèng 王延政 | 943-945        | Tiāndé (天德) 943-945                   |